# Вахтовый метод
Вахтовый метод — это особая форма осуществления трудового процесса вне места постоянного проживания работников, когда не может быть обеспечено ежедневное их возвращение к месту постоянного проживания. 
Просторечно называется вахта. Данный метод работы в Российской империи был известен как отходничество.

## Вахтовый метод в России
Вахтовый метод применяется при значительном удалении места работы от места постоянного проживания работников или места нахождения работодателя в целях сокращения сроков строительства, ремонта или реконструкции объектов производственного, социального и иного назначения в необжитых, отдалённых районах или районах с особыми природными условиями, а также в целях осуществления иной производственной деятельности.
Вахтовый метод работы распространён в труднодоступных, малозаселённых местностях (например, в районе Крайнего Севера), где организация постоянного проживания сложна. При вахтовом методе работнику оплачиваются проживание в общежитии, питание в столовой и проезд от места сбора до места проведения работ и обратно (при выходе работника на междувахтовый отдых или в отпуск). Оплата проезда от места жительства до места сбора производится по соглашению между работником и работодателем. Особенности труда лиц, работающих вахтовым методом, регулируются главой 47 Трудового кодекса Российской Федерации (статьи 297—302). 

### Вахтовый метод в крупных городах и др. центрах миграционного притяжения.
Начиная с 1990-х годов, во многих областях РФ, в связи с падением производства, закрытием предприятий, массовыми увольнениями сложилась тяжёлая социально-экономическая ситуация. Работники вынуждены работать вахтовым методом в более экономически успешных «точках», в основном, на стройках. В западной части России такими «точками» выступает Москва и Московская область,   Санкт-Петербург, и Татарстан , Ленобласть,  НАО и Мурманская область, на остальной территории — локальные «столицы», такие, как Новосибирск, Екатеринбург , ХМАО , ЯНАО и т. д. В отдельных, наиболее депрессивных городах и посёлках число таких работников доходит до 90 % от общего числа трудоспособного населения.

### График работы
Наиболее распространённый трудовой график — «15 на 15», при котором работник 15 дней работает, а 15 дней отдыхает. Так же часто встречается «несимметричный» график: два месяца работы через один месяц отдыха, может быть увеличен до трёх месяцев работы через один месяц отдыха с оговорками, и даже 4—5 через 1,1. Согласно Трудовому кодексу продолжительность вахты не должна превышать трёх месяцев.
Рабочее время
Продолжительность смены на вахте не должна превышать 12 часов, а продолжительность отдыха между сменами с учётом перерыва на обед не может быть менее 12 часов.
Время отдыха
Продолжительность отдыха между сменами не должна быть менее 12 часов, еженедельного — менее 24 часов. Неиспользованные часы отдыха должны суммироваться и предоставляться в виде дополнительных свободных от работы дней.

### Оплата труда
Порядок начисления зарплаты установлен в Основных положениях оплаты труда работников при вахтовом методе организации работ и заключается в следующем:
- Рабочим-сдельщикам — за объём выполненных работ по действующим нормам и расценкам;
- Рабочим-повременщикам — за всё фактически отработанное время в часах на основании установленных тарифных ставок и присвоенных разрядов;
- Линейным руководителям, осуществляющим непосредственное руководство на объекте или участке (мастера, прорабы и т. п.) — за всё фактически отработанное время в часах из расчёта установленных месячных окладов;
- Другим руководителям, специалистам и служащим — за фактически отработанное время в днях из расчёта установленных месячных должностных окладов.

### Место проживания
В периоды занятости на вахте работники живут в специально оборудованных вахтовых посёлках, иначе вахтовых городках. Проживание на территории вахтового городка в период междувахтового отдыха запрещено. Согласно Трудовому кодексу такой посёлок должен отвечать определённым требованиям, выполнение которых полностью обеспечивается работодателем, а именно:
- электро-, газо-, водо-, и теплоснабжение;
- почтово-телеграфная, радио-, мобильная связь, Интернет;
- организация питания, отдыха и досуга;
- медицинское, торгово-бытовое и культурное[~ 3], санитарно-гигиеническое обслуживание;
- уборка территории, услуги прачечной, магазины бытовых товаров и другие;
- схема подъездных путей, взлётно-посадочной полосы, посадочной площадки и т. д.

## Недостатки метода
Вахтовый метод чреват многочисленными экономическими, правовыми и социальными издержками, основные из которых:
- чрезмерная тяжесть труда;
- бо́льшая длительность рабочего дня;
- тяжёлые условия проживания во время вахты;
- бесправие и социальная незащищённость;
- высокий травматизм работников;
- распад семей;
- консервация депрессивного состояния малых городов и сёл.